# Norberto Rivera Carrera
Norberto Rivera Carrera (Tepehuanes, 6 de junho de 1942) é um sacerdote e cardeal da Igreja Católica mexicano,  arcebispo-emérito da Cidade do México.

## Biografia
Estudou no Seminário Conciliar de Durango e, mais tarde, na Pontifícia Universidade Gregoriana de Roma, onde obteve a licenciatura em teologia.
Recebeu a ordenação presbiteral no dia 3 de julho de 1966, pelas mãos do Papa Paulo VI, na Basílica de São Pedro. Foi membro do corpo docente do Seminário de Durango por 18 anos e prefeito de disciplina, fundador e assistente eclesiástico do movimento “Jornadas de Vida Cristiana”, além de assistente diocesano do “Movimiento Familiar Cristiano” e da Ação Católica Juvenil. Entre 1982 e 1985, foi membro do corpo docente da Pontifícia Universidade do México, na Cidade do México.
Eleito Bispo de Tehuacán em 5 de novembro de 1985, foi ordenado bispo no dia 21 de dezembro, pelas mãos de Dom Antonio López Aviña, arcebispo de Durango, assistido por Dom Adolfo Antonio Suárez Rivera, arcebispo de Monterrey e Dom Rosendo Huesca Pacheco, arcebispo de Puebla.
Em 18 de janeiro de 1998, foi anunciada a sua criação como cardeal pelo Papa João Paulo II, no Consistório de 21 de fevereiro, em que recebeu o barrete vermelho e o título de cardeal-presbítero de São Francisco de Assis na Ripa Grande, título do qual tomou posse em 18 de outubro.
Foi membro do Conselho de Cardeais para o Estudo de Assuntos Organizacionais e Econômicos da Santa Sé, da Pontifícia Comissão para a América Latina, do Conselho para a Economia, da Congregação para os Institutos de Vida Consagrada e as Sociedades de Vida Apostólica e da Congregação para o Clero.
Em 7 de dezembro de 2017, o Papa Francisco aceitou sua renúncia ao governo pastoral da Arquidiocese da Cidade do México, sendo sucedido pelo arcebispo de Tlalnepantla, Dom Carlos Aguiar Retes.

## Conclaves
- Conclave de 2005 - participou da eleição de Joseph Ratzinger como Papa Bento XVI.
- Conclave de 2013 - participou da eleição de Jorge Mario Bergoglio como Papa Francisco.